# Међународни дан за искорењење сиромаштва
Међународни дан за искорењење сиромаштва или Међународни дан борбе против сиромаштва је празник Уједињених нација, који се обележава 17. октобра сваке године.

## Историјат
Међународни дан за искорењење сиромаштва своје корене вуче из скупа који је одржан у Паризу 17. октобра 1987. Скуп је одржан на месту на коме је 1948. потписана Општа декларација о људским правима, где су окупљени одали почаст жртвама екстремног сиромаштва, насиља и глади, и донели резолуцију која екстремно сиромаштво проглашава кршењем људских права. Ова резолуција написана је на каменој плочи која је постављена на месту на коме је одржан скуп, а реплике ове плоче појавиле су се и у другим деловима света, укључујући и зграду Седишта уједињених нација у Њујорку. Скупови посвећени захтевима за искорењивањем сиромашва настављени су и наредних година, тако да ОУН-а овај дан и званично проглашава празником. Међународни дан за искорењење сиромаштва проглашен је празником 22. децембра 1992. резолуцијом 47/196.

## Обележавање
Празник се обележава од стране државних званичника, и представника Уједињених нација, који дају своје виђење ситуације и предлоге за њено решавање.
У својој поруци поводом Међународног дана за искорењење сиромаштва, генерални секретар Уједињених нација Антонио Гутерес изјавио је да у 2023. години скоро 700 милиона људи живи са мање од 2,15 долара дневно, а више од милијарду људи је лишено основних потреба као што су храна, вода, здравствена нега и образовање. Сиромаштво је продубљено конфликтима, климатском кризом, дискриминацијом и искљученошћу, посебно према женама и девојчицама. Ови проблеми су погоршани застарелим, нефункционалним и неправедним глобалним финансијским системом који спречава земље у развоју да улажу у смањење сиромаштва и постизање циљева одрживог развоја. Као начин за решавање ових проблема, навео је инвестирање у одрживи развој и реформу међународних финансијских структура.